# پل کیسی (بازیکن فوتبال، زاده ۱۹۶۱)
پل کیسی (انگلیسی: Paul Casey؛ زادهٔ ۶ اکتبر ۱۹۶۱) بازیکن فوتبال اهل بریتانیا است.
از باشگاه‌هایی که در آن بازی کرده‌است می‌توان به باشگاه فوتبال لینکولن یونایتد، باشگاه فوتبال لینکولن سیتی، باشگاه فوتبال شفیلد یونایتد، و باشگاه فوتبال بوستون یونایتد اشاره کرد.